# Mangischlak
Mangischlak (auch Mangyschlak, kasachisch Маңғыстау Mangghystau) ist der Name einer großen Halbinsel am Ostufer des Kaspischen Meeres, die diesem seine charakteristische Bohnenform gibt. Sie gehört zum Verwaltungsgebiet Mangghystau, einer Westprovinz von Kasachstan.
Die zu Kasachstan gehörige Halbinsel misst etwa 200 × 300 km und ist eine Halbwüste bzw. Wüste. Ihr erhöhter Mittel- und Südteil erreicht im Mangghystau-Gebirge (Gora Bessoki) bis 556 m Meereshöhe und wird geologisch dem Ustjurt-Plateau zugerechnet, während der flache Nordteil geomorphologisch eine Depression darstellt (−35 m) und meist als eigene Halbinsel (Busatschi, russ. Poluostrov Buzaci) gezählt wird.
Mangischlak ist heute nur dünn besiedelt (hpts. Kasachen, Turkmenen, Russen, Transkaukasier), war jedoch in der Antike ein Kreuzungspunkt verschiedener Kulturen. Man findet alte Gebetsstätten von Nestorianern, Zoroastriern und Sufis, die heute Ziel von Pilgern und vereinzelter Reisegruppen sind und eigene Gästehäuser haben. Die größte Nekropole Mangischlaks ist die Pilgerstätte Schopan Ata in der Sandwüste Sauskan mit unterirdischen Meditationsräumen und 5000 Grabmalen aus 10 Jahrhunderten.
Touristische Ziele sind auch einige Canyons (u. a. Schakpak Ata, Sultan Epe und Zhygylghan) mit Versteinerungen und antiken Siedlungen. Ferner im Karatau-Gebirge die farbigen Lehmformationen von Kokala, der Berg Scherkala und die benachbarte Ausgrabungsstätte Kyzyl Kala. Dieses Gebirge (im Ggs. zum gleichnamigen in Ostkasachstan auch als Mangistau bezeichnet) zieht sich in drei parallelen Gebirgsketten von der Landspitze (Tjub Karagan) bei Fort Schewtschenko mehr als 200 km weit nach Osten und stellt eine orografische Verbindung zum Ustjurt-Plateau dar. Die zwei seitlichen Höhenzüge werden auch Ak-tau genannt.
Zu den frühen Bewohnern zählten Turkmenen, nomadisierende Kasachen und Transkaukasier, zu denen seit dem Zarenreich auch vermehrt Russen kamen. Die größten Siedlungen sind die Städte Aqtau (russ. Schewtschenko) an der Meeresküste und Schangaösen (russ. Nowy Usen) im zentralen Hochland.
In der Nähe von Aqtau steht das abgeschaltete Kernkraftwerk Aqtau (Kraftwerk und Plutonium-Brüter), im Süden der Halbinsel war ein Atom-Testgebiet.